# CFNM

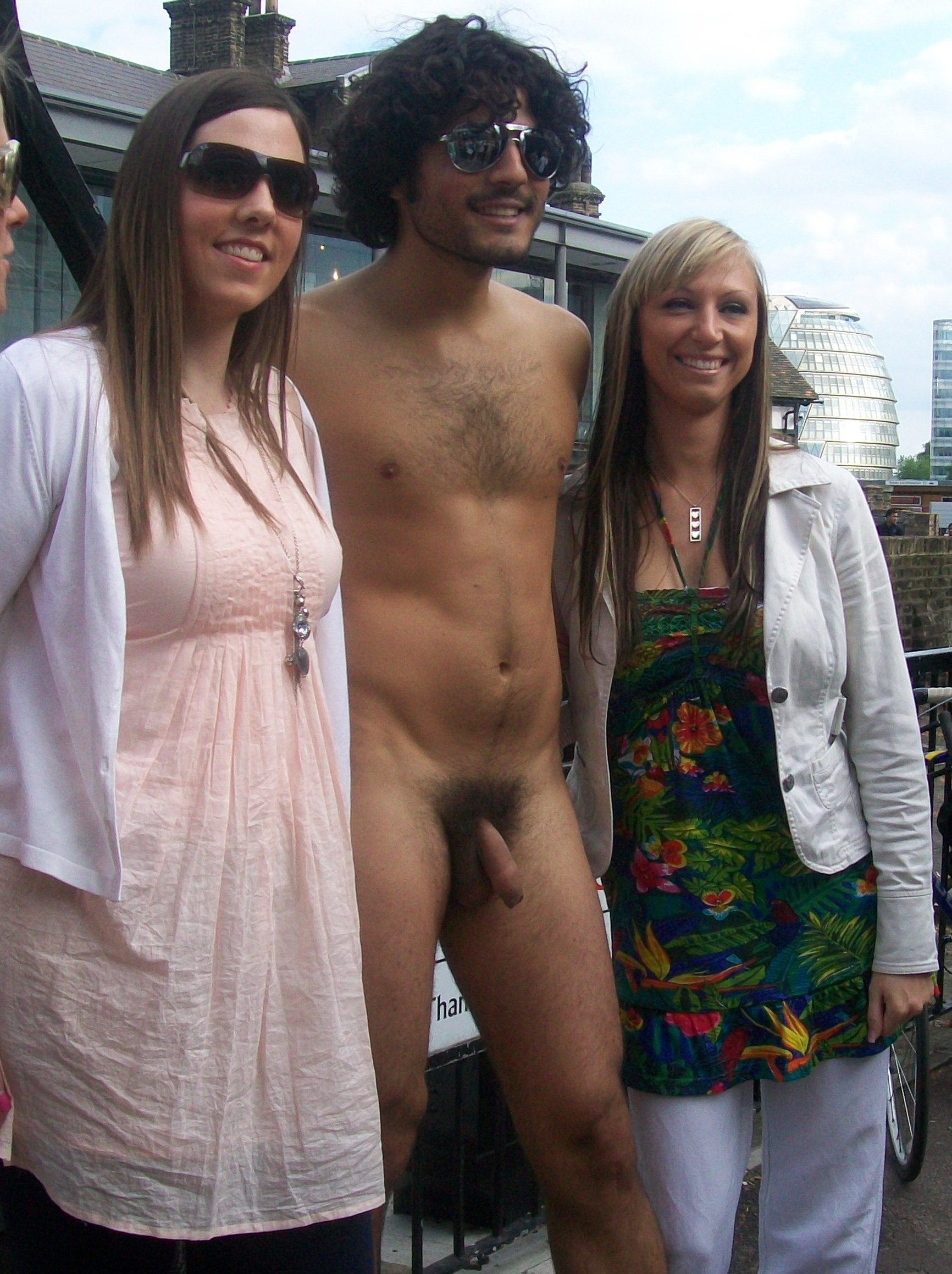
Twee jonge toeristenmeisjes in Londen poseren met een naakte man tijdens de World Naked Bike Ride in juni 2010.

CFNM, Engelstalig acroniem voor Clothed female, naked male, is de overkoepelende term van situaties of praktijken, al dan niet seksueel bedoeld, die een of meer naakte mannen samenbrengen met een of meer geklede vrouwen.
Het beschrijft soms een seksuele fantasie, mannelijk of vrouwelijk, bestaande uit een exhibitionistisch of fetisjistisch scenario. CFNM kan bijvoorbeeld voorkomen wanneer een man zich uitkleedt tijdens een mannelijke striptease, maar evengoed in niet-seksueel geladen sferen zoals een medisch onderzoek.
In pornografische verhaallijnen toont CFNM vaak de vrouw die gekleed blijft in een dominante rol over de naakte of strippende man.

## Geschiedenis
Er is geen specifiek tijdstip waarop CFNM voor het eerst is vastgesteld. Het lijkt eerder te zijn ontstaan als een niche-seksuele fetisj in de moderne tijd. Er zijn geen specifieke verwijzingen naar CFNM in historische teksten of kunstwerken, al werden reeds in de oudheid mannen vaak naakt afgebeeld, terwijl vrouwen gekleed waren.
Het is mogelijk dat het in de afgelopen decennia populariteit heeft gewonnen dankzij de opkomst van internet en de grotere toegang tot erotische materialen. Echter, het is moeilijk om een precieze datum te noemen, omdat het een niche-fetisj is en daarom weinig wetenschappelijk onderzoek naar is gedaan.

## Vormen
Er zijn verschillende vormen van CFNM waarbij de geklede vrouw een dominante rol speelt en de naakte man een onderdanige rol speelt. Hier zijn enkele voorbeelden:
- CFNM-parties: dit zijn sociale evenementen waarbij mannen naakt zijn en vrouwen gekleed zijn. De vrouwen kunnen de mannen inspecteren en eventueel seksuele activiteiten met hen hebben.[2]
- CFNM-seksspelen: dit zijn seksuele activiteiten waarbij mannen naakt zijn of moeten strippen en vrouwen gekleed zijn en blijven.
- CFNM-verhalen en -beelden: dit zijn erotische verhalen of beelden waarbij mannen naakt zijn en vrouwen gekleed zijn. Deze materialen kunnen worden gebruikt voor masturbatie of als inspiratie voor seksuele activiteiten.
- CFNM-rollenspel: dit is een vorm van rollenspel waarbij mannen naakt zijn en vrouwen gekleed zijn. De vrouwen kunnen de mannen seksueel onderwerpen of hen vernederen.
- CFNM-fetisj: dit is een seksuele fetisj waarbij men wordt opgewonden door het idee van geklede vrouwen en naakte mannen, of door het zien of aanraken van naakte mannen terwijl men zelf gekleed blijft.